# Chelanops insularis
Chelanops insularis es una especie de arácnido  del orden Pseudoscorpionida de la familia Chernetidae.

## Distribución geográfica
Se encuentra en la Isla Juan Fernández (Chile).